# سیارک ۳۵۸۰
سیارک ۳۵۸۰ (به انگلیسی: 3580 Avery، نامگذاری:1983CS2) سه هزار و پانصد و هشتادمین سیارک کشف شده‌است که در ۱۵ فوریه ۱۹۸۳ کشف شد.
قدر مطلق سیارک برابر ۱۲٫۴۰ است.